# Bitterness the Star
Bitterness the Star è l'album debutto della band metalcore, proveniente dall'Alaska, 36 Crazyfists. È stato pubblicato il 4 aprile 2002 dalla Roadrunner Records, e prodotta da Eddie Wohl.

## Tracce
1. Turns to Ashes – 3:18
2. One More Word – 3:39
3. An Agreement Called Forever – 3:23
4. Eightminutesupsidedown – 3:17
5. Slit Wrist Theory – 4:01
6. Bury Me Where I Fall – 3:35
7. Dislocate – 3:46
8. Two Months From a Year – 4:25
9. Chalk White – 3:41
10. All I Am – 4:30
11. Ceramic – 3:03
12. Circle the Drain – 3:42
13. Left Hand Charity – 2:15
14. Crutch (UK Bonus Track) – 5:27

- Tutta la lirica è stata scritta da Brock Lindow, e tutta la musica dai 36 Crazyfists.

## Formazione
- Brock Lindow - voce
- Steve Holt - chitarra
- Mick Whitney - basso
- Thomas Noonan - batteria

## Crediti
- Brock Lindow - voce
- Steve Holt - chitarra elettrica, voce secondaria
- Mick Whitney - bassista
- Thomas Noonan - batterista
- Eddie Wohl - produttore, mixer
- Rob Caggiano - produttore, mixer
- Steve Regina - produttore, mixer
- Ted Jensen - mixer
- Monte Conner - A&R
- Carl Severson - voce secondaria in One More Word
- Steev Esquivel - voce secondaria in Bury Me Where I Fall
- Daniel Moss - fotografo
- Brooke Fasani - fotografo dal vivo
- Paul Orofino - assistente tecnico